# Otto-Mathilde-kruis

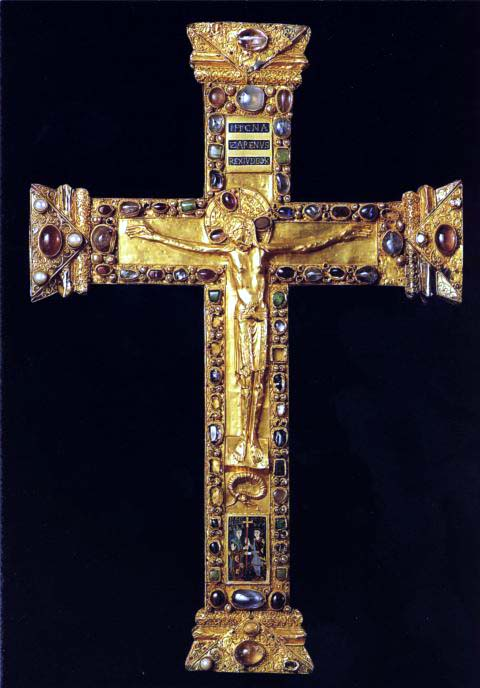
Het Otto-Mathilde-kruis

Het Otto-Mathilde-kruis is een processiekruis uit de Essener domschat, dat in de 10e eeuw werd vervaardigd en tot zeer recent op belangrijke feestdagen tijdens processies werd gebruikt. De naam van het kruis gaat terug op de mensen die op de ingewerkte stichterplaat staan afgebeeld. Daarbij gaat hem om hertog Otto I van Zwaben en zijn zuster, de abdis van het Sticht Essen, Mathilde II. Beiden waren kleinkinderen van keizer Otto I de Grote en vertrouwelingen van hun oom, de keizer Otto II. Het kruis is dus een van de stukken die de speciale band van de Ottonen met het sticht Essen illustreren.

## Geschiedenis
Het kruis bevindt zich sinds het werd vervaardigd in Essen. Alleen in tijden van oorlog en crisis werd het wel geëvacueerd of soms ook verstopt. De Inventarium reliquiarum Essendiensium van 12 juli 1627, de eerst bekende inventarislijst van de Essener domschat, laat geen onbetwistbare identificatie toe, omdat het slechts gewag maakt van Twee crucifixer fornhero vielen gesteinen und gold uberzogen, hinten aber kupfer uberguldet (Twee kruisen die aan voorkant met veel stenen en goud zijn afgezet, maar aan de achterkant met koper zijn verguld. Deze beschrijving geldt echter voor alle vier in de Essener domschat aanwezige processiekruizen.
Ook de Liber ordinarius, die het liturgische gebruik van Stichtsschat regelde, heeft alleen in het algemeen over processiekruisen. Omdat geschonken sacrale objecten gewoonlijk niet verder werden doorgegeven, kan men ervan uitgaan dat het kruis zich sinds zijn schenking aan het Essener Damessticht tot de secularisatie van 1802 ononderbroken in Essen heeft bevonden. Tijdens de Dertigjarige Oorlog vluchtte de abdis van het sticht met de schatten naar Keulen. Tijdens andere crises werd het kruis waarschijnlijk in het stichtsgebied verborgen. Dit is bekend voor 1794, toen de Fransen naar Essen oprukten en de stichtsschat naar Steele (nu Essen-Steele) werd gebracht, om daar in het door de abdis Franziska Christine von Pfalz-Sulzbach gestichte weeshuis te worden verstopt.
Na de secularisatie nam de katholieke Sint Johannes-parochie de Stichtskerk met inbegrip van de bijbehorende inventaris over als parochiekerk. Tijdens de Ruhropstand in 1920 werd de gehele Essener domschat in het grootste geheim naar Hildesheim gebracht. Vandaar werd de schat in 1925, opnieuw onder geheimzinnige omstandigheden, weer teruggebracht naar Essen.
In de Tweede Wereldoorlog werd de Essener domschat eerst naar Warstein en daarna naar de Albrechtsburg in Meissen overgebracht. Van daaruit ging het naar een bunker bij Siegen. Na de oorlog werd de Essener domschat door Amerikaanse troepen gevonden. Eerst werd het kruis met de schat naar het Landesmuseum in Marburg gebracht en later na een verzamelplaats voor uithuizige kunst naar Kasteel van Dyck bij Rheydt. Van april tot oktober 1949 werd de Essener domschat in Brussel en Amsterdam tentoongesteld. Ten slotte werd het kruis naar Essen teruggebracht.
Met de oprichting van het bisdom Essen in 1958 en de verheffing van de Essener Munsterkerk tot kathedraal kwam het kruis in het bezit van het bisdom Essen.